# Operação Recomeço
Operação Recomeço é uma operação da Polícia Federal do Brasil em parceria com o Ministério Público Federal deflagrada em 24 de junho de 2016 e prendeu pessoas suspeitas de envolvimento em desvios de recursos dos fundos de pensão Petros, da Petrobras e Postalis, dos Correios. Os desvios podem chegar a 100 milhões de reais.
As investigações encontraram indícios de que o dinheiro captado foi ilegalmente desviado em especial para contas bancárias dos investigados, de terceiros e de pessoas jurídicas relacionadas aos investigados, o que levou à quebra definitiva da Gama Filho e da UniverCidade (Centro Universitário da Cidade), também mantida pelo grupo, e ao descredenciamento delas pelo Ministério da Educação em 2014, com danos a professores, funcionários e alunos.
A operação investiga a compra de 100 milhões de reais em debêntures emitidas pelo Grupo Galileo Educacional para a recuperação da Gama Filho e da UniverCidade. Os recursos, entre eles os desembolsos feitos pelo Postalis e pela Petros, deveriam ser aplicados na Gama Filho e na UniverCidade, porém isso não aconteceu. A Gama Filho e a UniverCidade começaram a ser controladas pela Galileo no final de 2011; sendo que a UniverCidade, controlada pela Associação Educacional São Paulo Apóstolo (Assespa), era do empresário Ronald Guimarães Levinsohn.
A justiça bloqueou 1,35 bilhão de reais de recursos de 46 envolvidos no caso.